# Georg von Peuerbach
Georg von Peuerbach (Peuerbach blizu Linza, 30. svibnja 1423. – Beč, 8. travnja 1461.), austrijski matematičar i astronom. Predavao astronomiju, matematiku i filozofiju u Ferrari, Bologni, Padovi i Beču kao profesor astronomije. Prvi se u Europi u praktične svrhe služio trigonometrijskom funkcijom sinus i prvi je sastavio tablice za vrijednosti sinusa, koje je proširio njegov učenik Regiomontanus.
1454. imenovan je kraljevskim astrologom na dvoru Ladislava V. Posmrtnog. Georg von Peuerbach je napisao knjigu Theoricae Novae Planetarum, u kojoj je pokušao predstaviti Ptolomejevu astronomiju na jednostavniji i prihvatljiviji način. Knjiga je bila dobro prihvaćena, postala je nezaobilazna na predavanjima iz astronomije, a utjecala je i na poznate astronome kao što su Nikola Kopernik i Johannes Kepler. 
1457. je promatrao pomrčinu i primijetio je da ona kasni oko 8 minuta nego što je bilo zapisano u dotadašnjim astronomskim tablicama. Nakon toga se odlučio napisati vlastite  (Tabulae Eclipsium), koje su bile u upotrebi dugo vremena. Napisao je dosta radova iz praktične matematike, posebno su značajne tablice za vrijednosti sinusa, zasnovane na radovima arapskih matematičara. Konstruirao je različite astronomske instrumente.   
1460. se prihvatio prijevoda knjige Klaudija Ptolomeja Almagest. Na prijevodu je radio sve do svoje smrti, a Regiomontanus je uspio kasnije i dovršiti. 